# William Moore (muzikant)
William "Bill" Moore (Dover (Georgia), 3 maart 1893 – Warrenton (Virginia), 22 november 1951) was een Amerikaanse bluesmuzikant (zang, gitaar).

## Biografie
Moore groeide op in Tappahannock. Rond 1917 werkte hij als kapper in South Amboy
Beschreven als een gemakkelijke, briljante en ongewone gitarist, overbrugde zijn stijl ragtime en blues. Hij was de enige bluesman uit het Virginiaanse land die opnam voor Paramount Records en zestien kanten voor het label in 1928 in Chicago opnam. Zijn vier 78-toeren platen worden gezocht door verzamelaars en zijn opnieuw uitgegeven op talloze lp- en cd-verzamelalbums. Zijn songs (bijvoorbeeld Ragtime Millionaire, Old Country Rock, One Way Gal) werden gecoverd door Dave 'Snaker' Ray, John Fahey, Stefan Grossman en Duck Baker, The Insect Trust en The Notting Hillbillies.

## Overlijden
William Moore overleed in november 1951 op 58-jarige leeftijd.
- Gemeinsame Normdatei: 1302358464
- International Standard Name Identifier: 0000 0000 4133 0453
- Library of Congress Control Number: n91063092
- MusicBrainz: 2633e969-f923-4d48-86fd-e8431645efe7
- Virtual International Authority File: 48406713
- WorldCat: E39PBJmP3D9xBpfggJg9pkkJjC